# Euchondriidae
Euchondriidae zijn een uitgestorven familie van tweekleppigen uit de orde Pectinida.